# Maniola violacea
Maniola violacea är en fjärilsart som beskrevs av Wheeler 1903. Maniola violacea ingår i släktet Maniola och familjen praktfjärilar. Inga underarter finns listade i Catalogue of Life.